# أشان
أشان هي قرية في مقاطعة مراغة، إيران. عدد سكان هذه القرية هو 1,268 في سنة 2006.